# Kiera Van Ryk

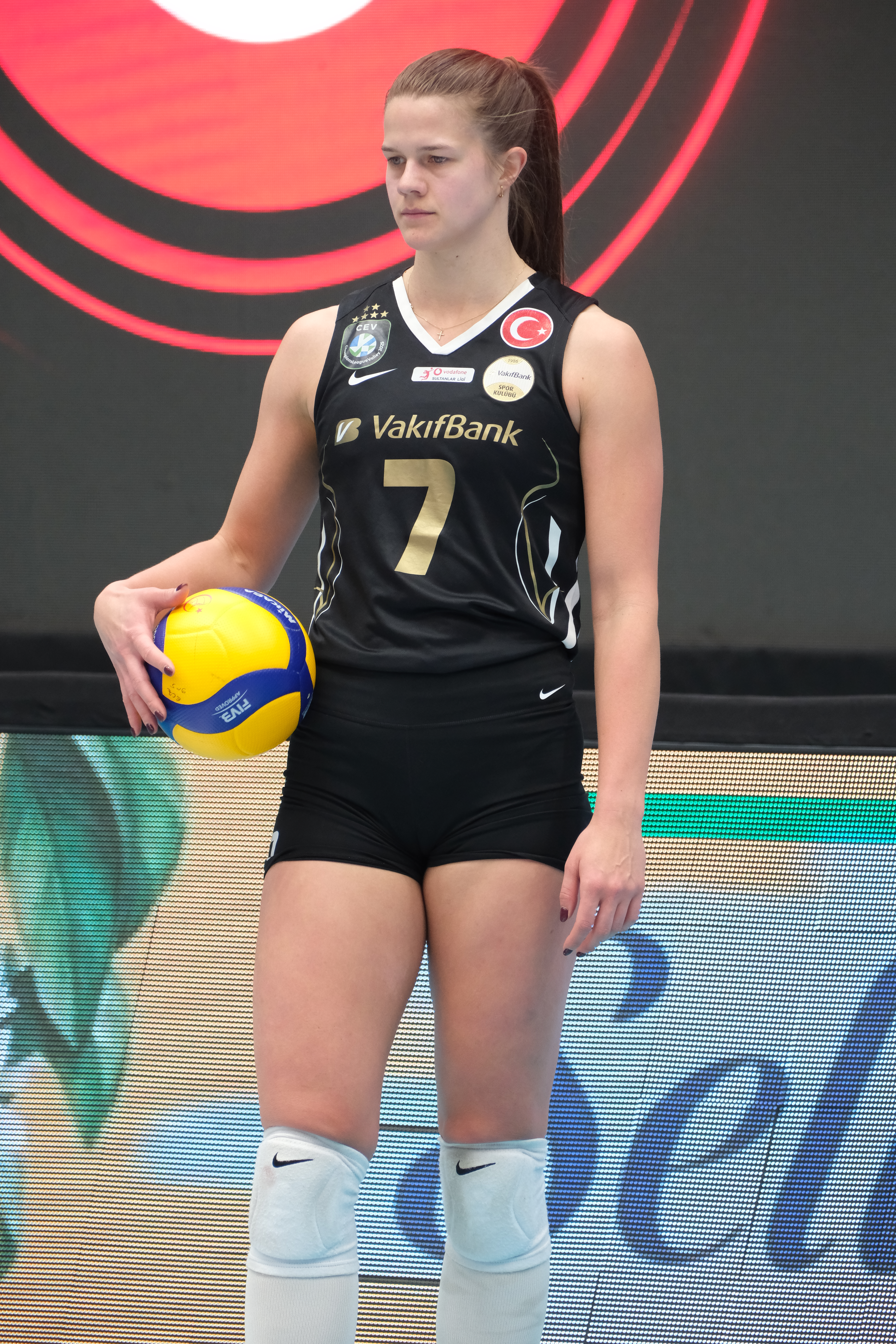
Kiera Van Ryk zawodniczką VakıfBanku Stambuł

Kiera Renee Van Ryk (ur. 6 stycznia 1999) – kanadyjska siatkarka, grająca na pozycji atakującej. 
Pochodzi z miasta New Westminster w prowincji Kolumbia Brytyjska. Uczęszczała przez dwa lata do Uniwersytetu Kolumbii Brytyjskiej oraz reprezentowała klub UBC Thunderbirds, grając tam także jako przyjmująca w tym okresie. W 2018 roku reprezentowała swój kraj na Mistrzostwach Świata w Japonii zajmując 18. miejsce. W letnim okresie transferowym w 2019 roku postanowiła zagrać we włoskiej Serie A, w drużynie Zanetti Bergamo. W sezonie 2020/2021 reprezentowała barwy wicemistrza Polski – KS DevelopRes Rzeszów. Z czasem trwania sezonu ligowego Tauron Ligi 2020/2021 była najbardziej eksploatowaną zawodniczką w swojej drużynie. W sezonie 2020/2021 otrzymała 9 statuetek MVP (liderka, ex aequo z Veronicą Jones-Perry).

## Kariera klubowa
| Lata      | Klub                           |
| 2017–2019 | University of British Columbia |
| 2017–2019 | UBC Thunderbirds               |
| 2019–2020 | Zanetti Bergamo                |
| 2020–2021 | DevelopRes SkyRes Rzeszów      |
| 2021–2024 | THY Stambuł                    |
| 2024–2025 | VakıfBank Stambuł              |

## Sukcesy klubowe
Kanadyjska liga uniwersytecka - U Sports Championship:
- 2019
- 2018

Liga polska:
- 2021

Liga turecka:
- 2025[6]

## Sukcesy reprezentacyjne
Puchar Panamerykański:
- 2018[7]

Mistrzostwa Ameryki Północnej, Środkowej i Karaibów:
- 2019, 2021, 2023[8]

## Nagrody indywidualne
- 2018: Najlepsza zagrywająca Pucharu Panamerykańskiego[9]
- 2023: Najlepsza skrzydłowa Mistrzostw Ameryki Północnej, Środkowej i Karaibów